# Timtenga
Ne doit pas être confondu avec Tibtenga.
Timtenga est un village du département et la commune rurale de Tensobentenga, situé dans la province du Kouritenga et la région du Centre-Est au Burkina Faso.

## Géographie

### Démographie
- En 2003, le village comptait 813 habitants estimés[2].
- En 2006, le village comptait 815 habitants recensés[1].

## Santé et éducation
Le village dispose d'une école primaire.